# واکینا (فلوریدا)
واکینا (به انگلیسی: Waukeenah) یک منطقهٔ مسکونی در ایالات متحده آمریکا است که در فلوریدا واقع شده‌است. واکینا ۸٫۳۵ کیلومتر مربع مساحت و ۲۷۲ نفر جمعیت دارد و ۵۹٫۴۴ متر بالاتر از سطح دریا واقع شده‌است.